# Extensivweiden nördlich Langen
Die Extensivweiden nördlich Langen sind ein Naturschutzgebiet in der niedersächsischen Stadt Geestland im Landkreis Cuxhaven.

## Allgemeines
Das Naturschutzgebiet mit dem Kennzeichen NSG LÜ 305 ist circa 5,13 Hektar groß. Es beinhaltet das circa 4,27 Hektar große, gleichnamige FFH-Gebiet. Das Gebiet steht seit dem 22. Juli 2016 unter Schutz. Zuständige untere Naturschutzbehörde ist der Landkreis Cuxhaven.

## Beschreibung
Das Naturschutzgebiet liegt nördlich von Bremerhaven in etwa zwischen Langen, Debstedt und Sievern in der Hohen Lieth. Es stellt eine moorige Niederungsfläche am Rand der Niederung des Wremer Moorgrabens unter Schutz, an die sich nach Nordosten eine sandige Geestkuppe anschließt.
Die Niederung wird hier von feuchtem, extensiv beweideten Grünland mit einem Mosaik unterschiedlicher Pflanzengesellschaften eingenommen. Innerhalb des Grünlandes befindet sich eine von Gagelgebüschen durchsetzte Fläche. Teilweise verdichten sich die Gehölzbestände und sind mit Birken und Kiefern durchsetzt. Kleinflächig sind Feuchtheiden sowie Pfeifengras-Moorstadien und Sumpfreitgrasriede vorhanden. Im Bereich der sandigen Kuppe hat sich ein artenreicher Borstgrasrasen entwickelt, ein in Niedersachsen seltener Biotoptyp. Hier siedeln teilweise sehr seltene Pflanzenarten.
Das Naturschutzgebiet ist von landwirtschaftlichen Nutzflächen umgeben. Nach Süden und Südosten grenzt es an den Wremer Moorgraben.